# ديك بوتكوس
ديك بوتكوس (بالإنجليزية: Dick Butkus)‏ (و. 1942  م) هو ممثل، ومقدم تلفزيوني، ومقدم برامج إذاعية، ولاعب كرة قدم أمريكية، وممثل تلفزي، وممثل أفلام، من الولايات المتحدة، ولد في شيكاغو، مركز لعبه هو ظهير ‏.

## التعليم
تعلم في جامعة إلينوي ‏.

## جوائز
حصل على جوائز منها:
- قاعة مشاهير محترفي كرة القدم.

## وصلات خارجية
- ديك بوتكوس على موقع مرجع كرة القدم المحترفة.كوم (الإنجليزية)
- ديك بوتكوس على موقع قاعدة بيانات المصارعة على الإنترنت (الإنجليزية)
- ديك بوتكوس على موقع IMDb (الإنجليزية)
- ديك بوتكوس على موقع الموسوعة البريطانية (الإنجليزية)
- ديك بوتكوس على موقع ألو سيني (الفرنسية)
- ديك بوتكوس على موقع تيرنر كلاسيك موفيز (الإنجليزية)
- ديك بوتكوس على موقع أول موفي (الإنجليزية)
- ديك بوتكوس على موقع قاعدة بيانات الأفلام السويدية (السويدية)
- ديك بوتكوس على موقع إن إن دي بي (الإنجليزية)
- ديك بوتكوس على موقع قاعدة بيانات الفيلم (الإنجليزية)
- ديك بوتكوس على موقع كينوبويسك (الروسية)